# Chapelle Saint-Gonéry
La chapelle Saint-Gonéry se situe dans la commune de Plougrescant dans les Côtes-d'Armor. 

## Histoire
Un oratoire est édifié probablement au XIIe siècle, avant d’être profondément remanié par la suite. Il est possible qu’il ait également eu une fonction défensive (tour à feu).
Au XVe siècle, à la suite de l’essor du pèlerinage, l’édifice originel est prolongé vers l’ouest par une nef et un chœur couvert de lambris. L’ancienne chapelle est transformée en clocher-porche. On perce les nouvelles baies dans l’édifice roman et on y accole une tourelle d’escalier permettant d’accéder à l’étage qui sert de dépôt d’archives et de reliques. 
À la fin du XVe siècle, le lambris est décoré d’un ensemble de peintures représentant des scènes de l’ancien et du nouveau testament.
En 1599, on érige le tombeau de Guillaume du Halgouët, évêque de Tréguier, originaire de Plougrescant, à la limite du chœur et de la chapelle nord. L’évêque s’engage à réparer le « pignon de la demi-croix en face de l’évangile, prêt à tomber ».
En 1612, on rajoute la curieuse flèche en plomb sur le toit de la tour-porche.
En 1614, on élève un nouveau tombeau à Saint Gonery dans la tour-porche face à l’ancien sarcophage mérovingien.
Aux XVIe et XVIIe siècles, la chapelle est entourée d’un placître : enclos, porte triomphale, fontaine sacrée et chaire à prêcher extérieure.
L’entrée nord-ouest est construite en 1780. 
La chapelle fait l’objet d’un classement au titre des monuments historiques depuis le 19 janvier 1911 et le cimetière adjacent, d'un classement le 11 juillet 1942.

## Description
L’édifice est formé d’un clocher-porche à deux étages suivi d’une nef unique et d’un chœur à chevet plat formant un tau.

La partie ouest est la plus ancienne : c’est un clocher-porche roman massif de facture archaïque. Il est coiffé d’un toit en bâtière. Les murs sont montés en talus dans une maçonnerie à joints gras. Dans le mur ouest, nu, s’ouvre une porte en arc de plein cintre à claveaux non taillés. Le bâtiment roman a été remanié par la suite comme l’attestent les baies rebouchées et la fenêtre géminée gothique éclairant l'étage côté sud. À son angle sud-est, une tour d’escalier circulaire contenant un escalier à vis.

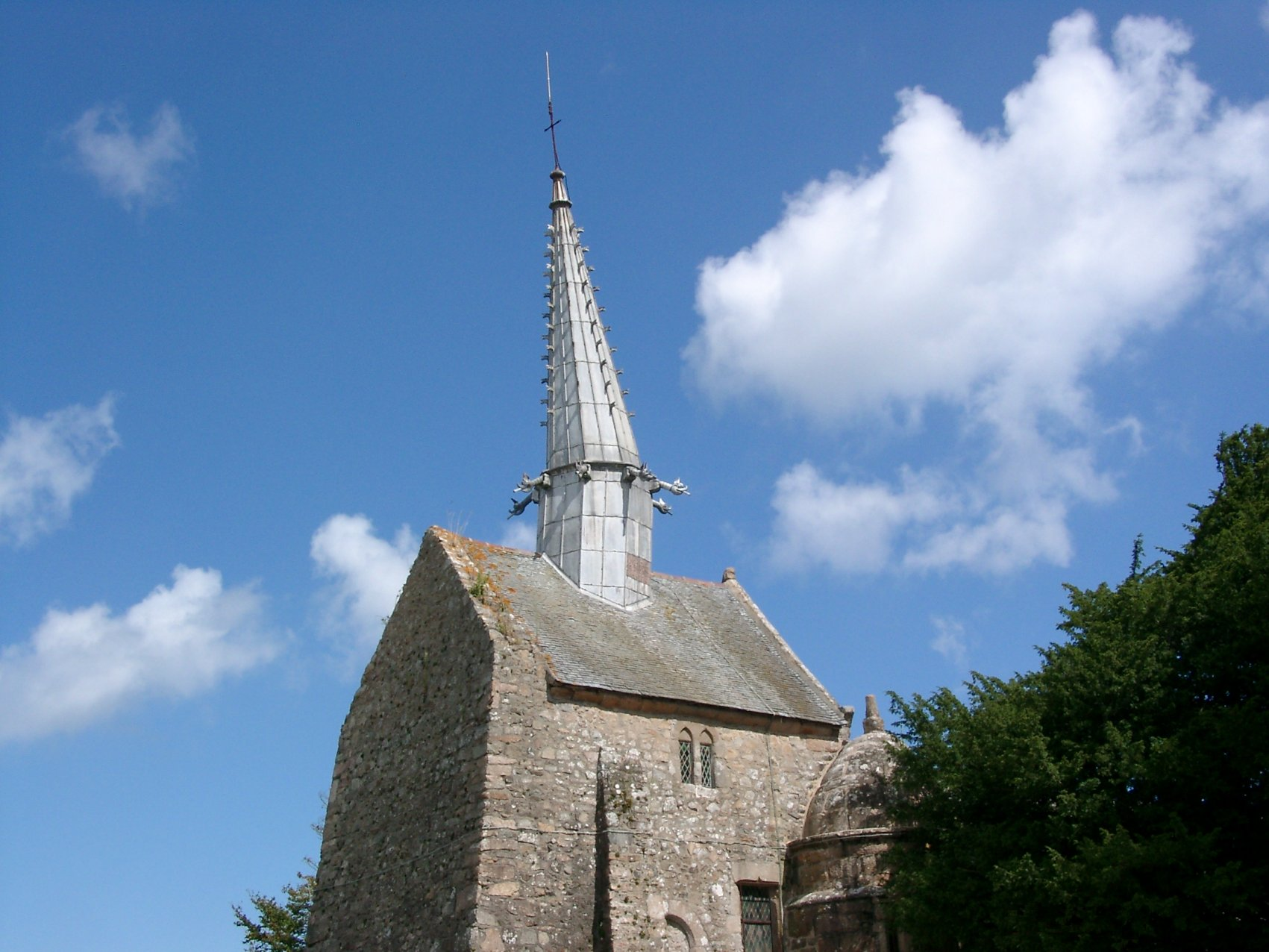
Flèche tordue.

Sur le toit du bâtiment roman, on a rajouté en 1612 une flèche en plomb. La base, pas assez solide, s’est penchée d’un côté pendant que la flèche s’est inclinée de l’autre, lui conférant sa silhouette particulière. Des travaux de consolidation furent effectués mais la flèche est restée en l’état. 
La tour communique avec la nef par un arc brisé. La partie gothique est éclairée au sud et à l’est par des baies flamboyantes à remplage, le mur nord étant aveugle. La nef est séparée du chœur par un arc brisée dont les deux voussures se fondent par pénétration directe dans les piliers latéraux.
La chapelle possède de belles sablières sculptées à engoulants datant probablement du début du XVIe siècle. 
Dans l'enclos paroissial se trouve une chaire extérieure.

## Décor et mobilier
La chapelle renferme plusieurs objets eux-mêmes protégés au titre des monuments historiques :
- les lambris de la nef, décorés de peintures naïves représentant des scènes de l'Ancien Testament et du Nouveau Testament[7] ;
- un vitrail représentant la Vierge et saint Jean[8] ;
- le tombeau de Guillaume de Halgouët, évêque de Tréguier (1599), classé depuis 1908[9] ;
- une statue de la Vierge, classée depuis 1908[10] ;
- la porte de la chapelle, classée depuis 1908[11],
  - trois saints ornent cette porte : Saint Tugdual, Saint Yves et Saint Gonéry ;
- un bahut, classé depuis 1908[12] ;
- un reliquaire, classé depuis 1948[13].

## Interieur

L'Interieure de la Chapelle Saint-Gonéry
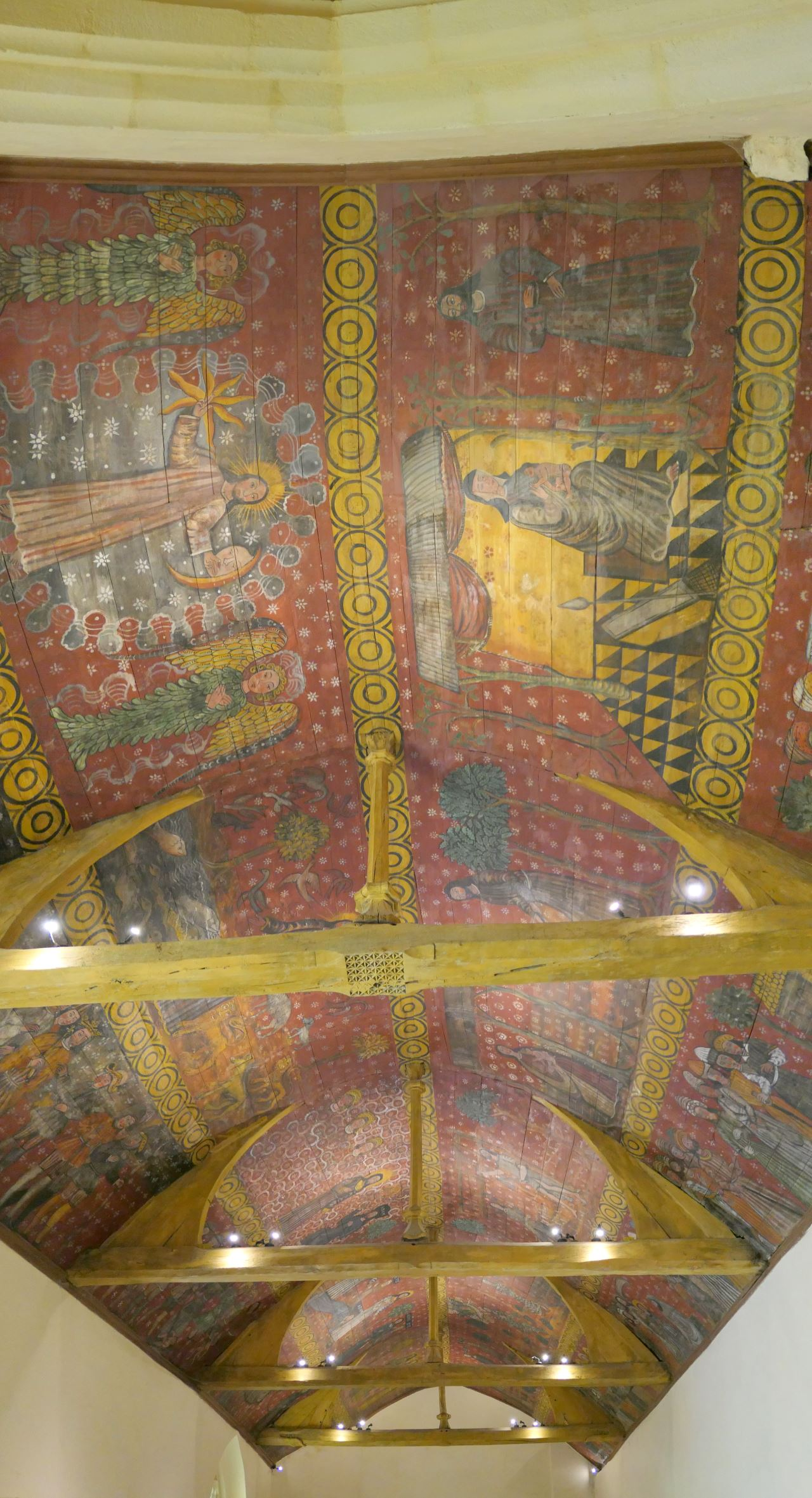
Le plafond vouté
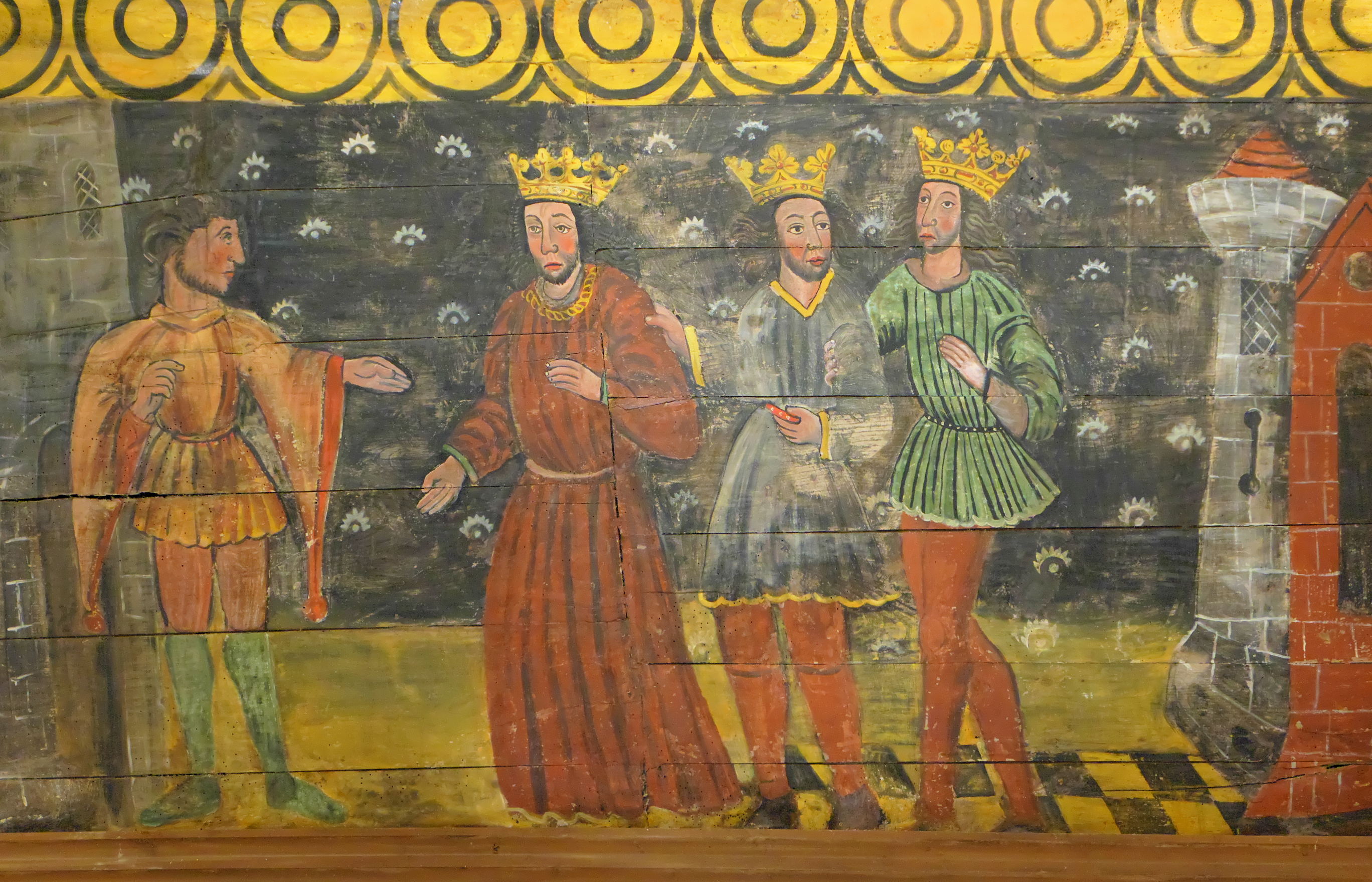
Rois mages
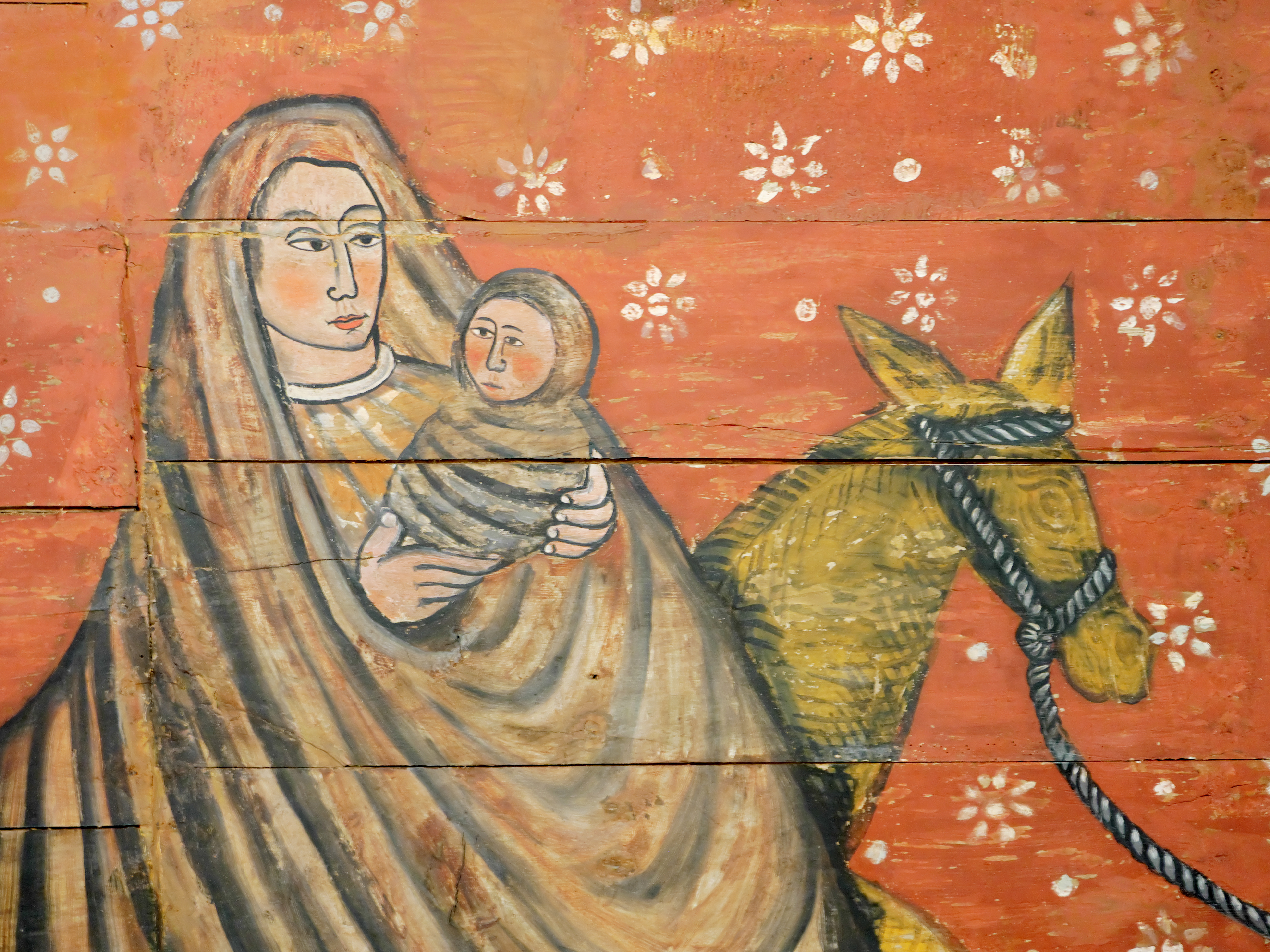
Détail Fuite en Égypte, enfant Jésus avec sa mère
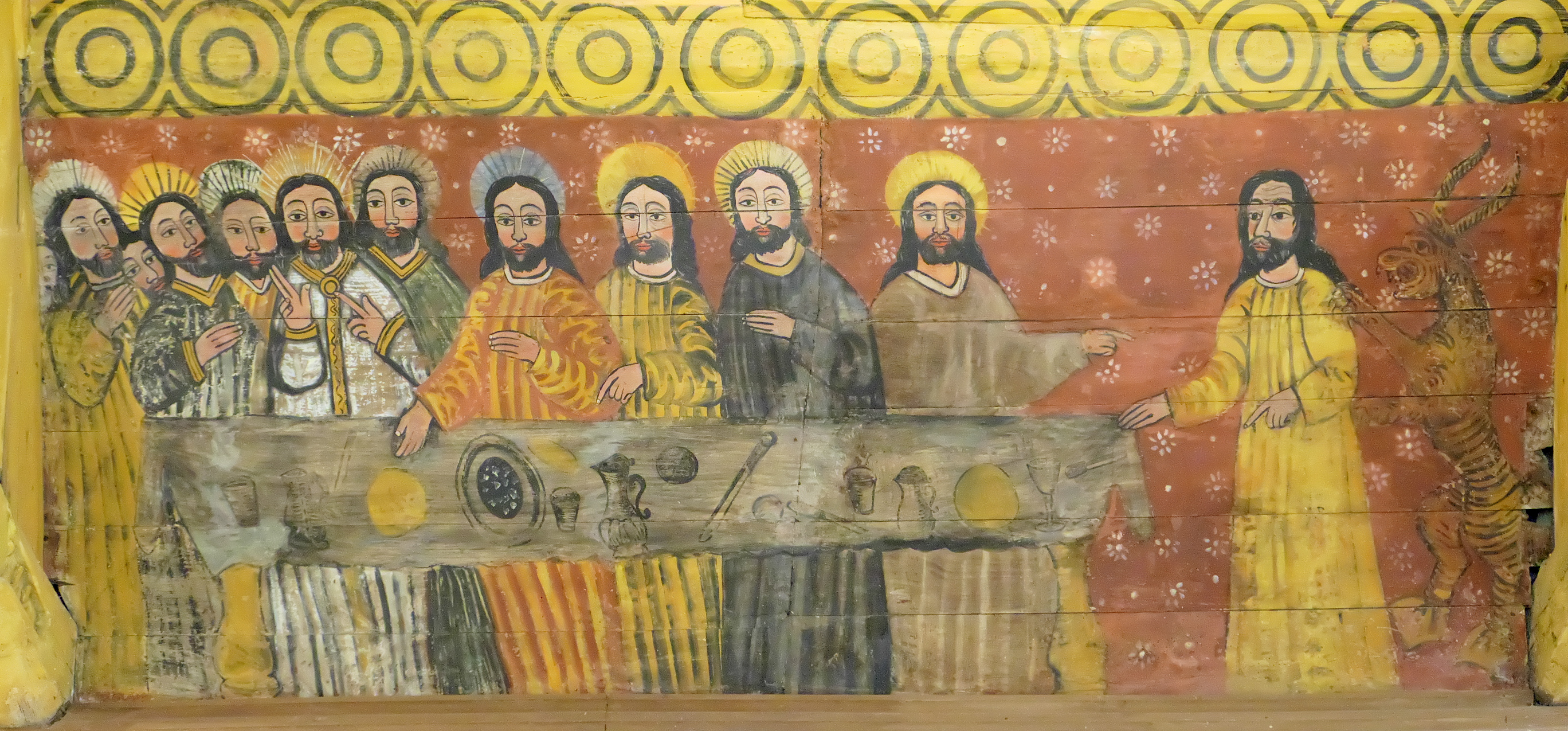
La Cène
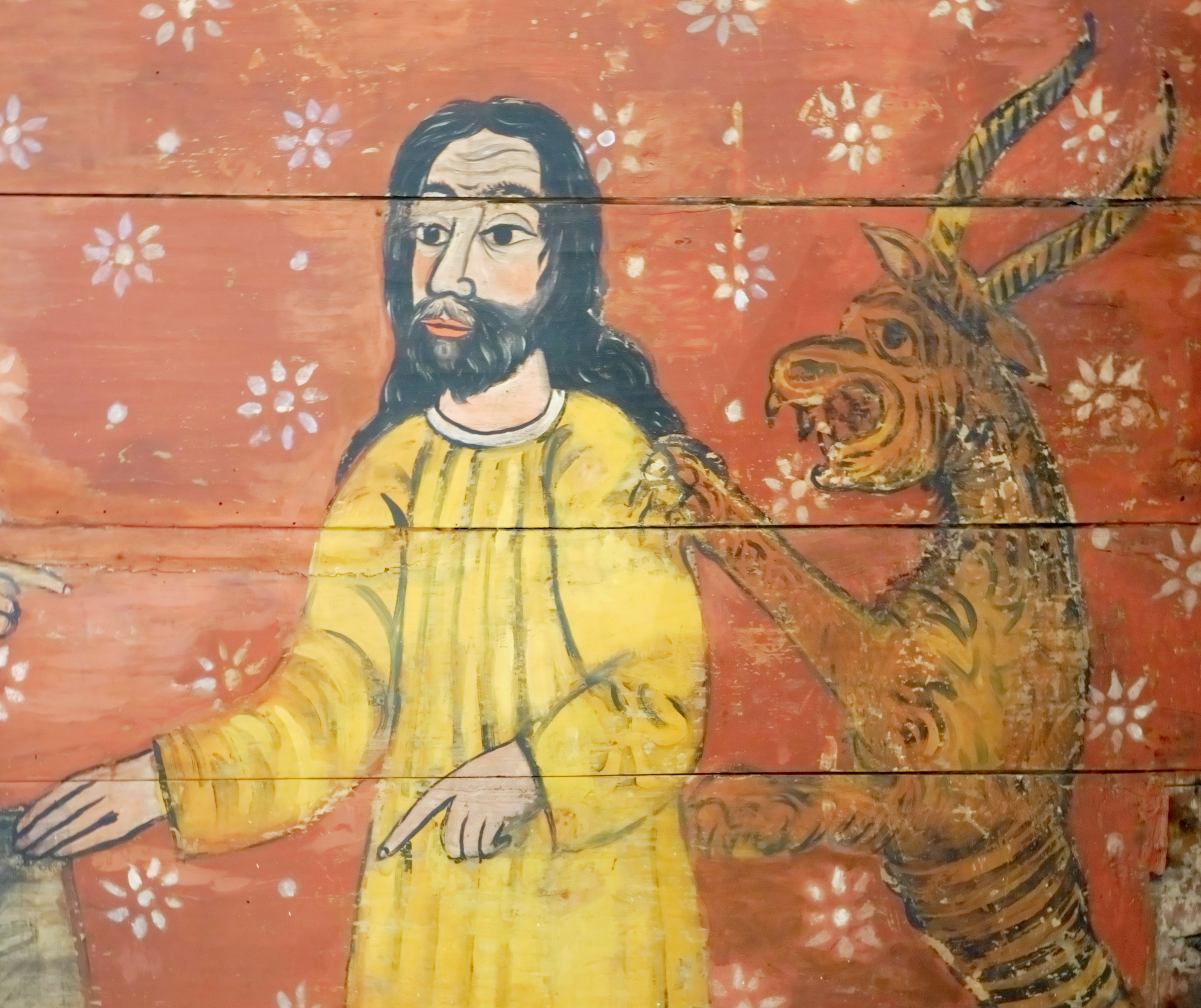
Détail de La Cène: Judas Iscariote avec le Diable